# Bonaventura Rubino
Bonaventura Rubino (Montecchio di Lombardia, vers 1600 – vers 1668) fou un frare menor conventual, i compositor del període Barroc italià.
El destí de Bonaventura Rubino, es creua amb Palerm pel seu lloc de mestre de capella a la catedral. La seva estada a Palerm va començar el 1643 i sens dubte es va mantenir fins a 1665, els orígens i els esdeveniments anteriors en la vida d'aquest temps són gairebé desconeguts. Va ser un dels protagonistes de la vida musical de Palerm en el canvi de la meitat del segle, juntament amb Giovanni Battista Fasolo a Monreale i a Palerm amb Vincenzo Amato i Bonaventura Aliotti, amb els quals va ser un dels principals compositors de la música dedicada que va ressonar a les capelles de la ciutat i durant les celebracions a Santa Rosalia.
El seu és un diàleg sagrat, la música del que per desgràcia no ha arribat, composta en 1652 en honor de la patrona de Palerm: El Rosalia guerriera. Tota la producció de Rubino consisteix en set col·leccions de música sacra escrita entre 1645 i 1658, durant la seva estada a Palerm, tot imprès amb editors de la ciutat. Entre les seves composicions es compten els salms que componen les Vespres de la Mare de Déu Stellario, 1644, recuperada i reconstruïda mitjançant l'estudi de manuscrits trobats a Malta i ha Bolonya. Hi que va ser presentat en la primera representació moderna el 1990 a la mateixa basílica franciscana de Palerm.

## Obres
- Opus I, Primera part del tresor harmònic, Palerm, P.Scaglione, S. De Angelo, 1645
- Opus II, Missa i Salms a vuit veus concertats al primer cor, Palerm, F. Terranova, 1651
- Opus III, Primer llibre de motets concertats, Palerm, F. Terranova, 1651
- La guerrera Rosalia, 1652
- Opus IV, Segon llibre de motets concertats, Palerm, G.Bisagni, 1653
- Opus V, Diversos salms en concert, Palerm, G. Bisagni, 1655
- Opus VI, Salms concertats a cinc veus, Palerm, G. Bisagni, 1658
- Opus VII, Salms davídics concertats a tres i quatre veus, Palerm, G. Bisagni, 1658.

## Discografia
- Vespro per lo Stellario della Beata Vergine. Ensemble vocale dello Studio di Musica Antica Antonio Il Verso, Palermo; Coro G.P. Palestrina di Messina; Ensemble Eufonia di Palermo; Ensemble Mille Regretz di Catania; Les Rossignols di Poznan. Ensemble Elyma. Direttore: Gabriel Garrido, K617. 2CD
- Messa de Morti à 5 concertata, 1653. Capella Musical Santa Maria in Campitelli, Roma, Estudi de Música Antiga Antonio il Verso, Palerm, Ensemble La Cantoria, Roma. Director: Vincenzo Di Betta, Tactus DDD TC 60803